# Геринг, Марион Максимилианович
Ма́рион Максимилиа́нович Ге́ринг (англ. Marion Gering, имя при рождении — Мариа́н; 9 июня 1901, Ростов-на-Дону, Российская империя — 19 апреля 1977, Нью-Йорк, США) — американский продюсер и режиссёр.

## Биография
Переехал в США в 1923 году как художник. Стал участвовать в театральном сообществе Чикаго, основав Чикагскую кинопроизводственную компанию.
Особый успех имела его постановка «Газ» Георга Кайзера, которая была представлена в Театре Гудмана 28 января 1926 года. В 1927 году он начал ставить пьесы в Нью-Йорке, а в 1930 году женился на актрисе Дороти Либер. В 1928 году он выступил сопродюсером и поставил «Занос» Аурании Рувероль, который позже был адаптирован как серия фильмов Энди Харди.
Геринг стал голливудским кинорежиссером Paramount Pictures в 1931 году, сняв Гэри Купера и Кэрол Ломбард в своем дебютном фильме «Я беру эту женщину». В 1932 году он поставил Таллулу Бэнкхед, Гэри Купера, Чарльза Лоутона и молодого Кэри Гранта в фильме «Дьявол и бездна». Он несколько раз сотрудничал с продюсером Альбертом Льюисом, вместе продюсируя такие фильмы, как «Готов к любви», а также более поздние постановки, такие как «Ходячий джентльмен» в театре Playhouse. В 1935 году он снял Джорджа Рафта и Кэрол Ломбард в фильме «Румба», вдохновленном успехом «Болеро» в прошлом году, но он не был таким успешным. Работа Геринга в Paramount подошла к концу в 1936 году, а затем он присоединился к Columbia Pictures между 1937 и 1939 годами и снял британскую картину 1937 года «Гром в городе» для Atlantic Film Company. К концу десятилетия его карьера в кино остановилась. В последующий период он пытался, хотя и безуспешно, развить свои предыдущие достижения в качестве театрального продюсера и заняться режиссурой фильмов в Европе.
Между 1947 и 1949 годами он пытался возобновить свою кинокарьеру на Кубе, но без особого успеха. В 1950 году он ненадолго вернулся в кино, сняв Майкла Уэйлена, Дорис Даулинг и Томми Уандера в музыкальной драме «Сарумба». Позже, как сообщается, он работал техническим помощником и смотрителем в колледжах. Он снял фильм о сексуальной эксплуатации «Нарушенный рай» (1963).

## Фильмография
- Я беру эту женщину (1931)
- 24 часа (1931)
- Дамы большого дома (1931)
- Дьявол и глубина (1932)
- Мадам Баттерфляй (1932)
- Пикап (1933)
- Дженни Герхардт (1933)
- Хорошая дама (1934)
- Принцесса на тридцать дней (1934)
- Готов к любви (1934)
- Румба (1935)
- Роза ранчо (1936)
- Леди секретов (1936)
- Гром в городе (1937)
- Она вышла замуж за художника (1937)
- Сарумба (1950)